# Palpa (Peru)

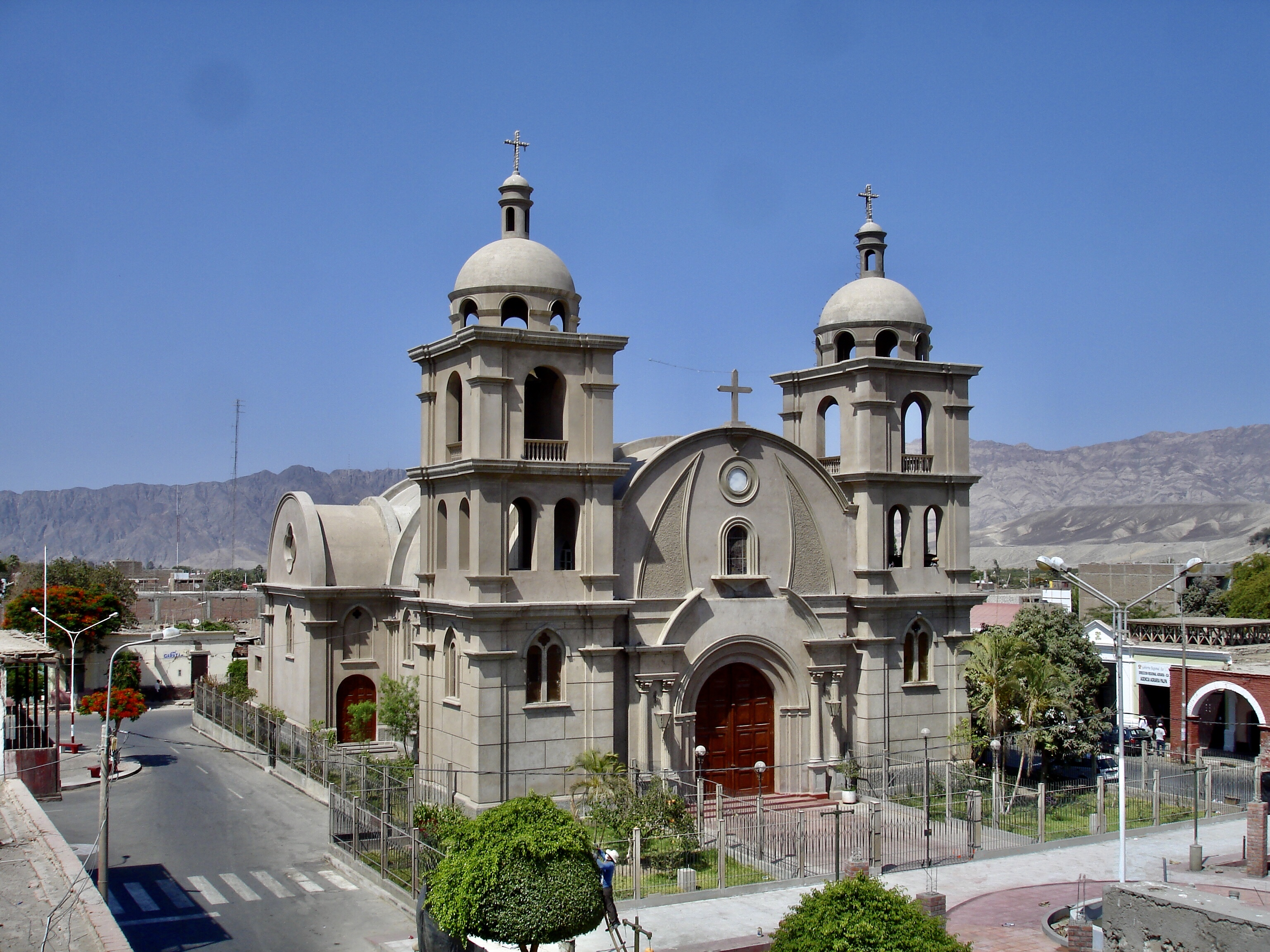
Iglesia de San Cristóbal

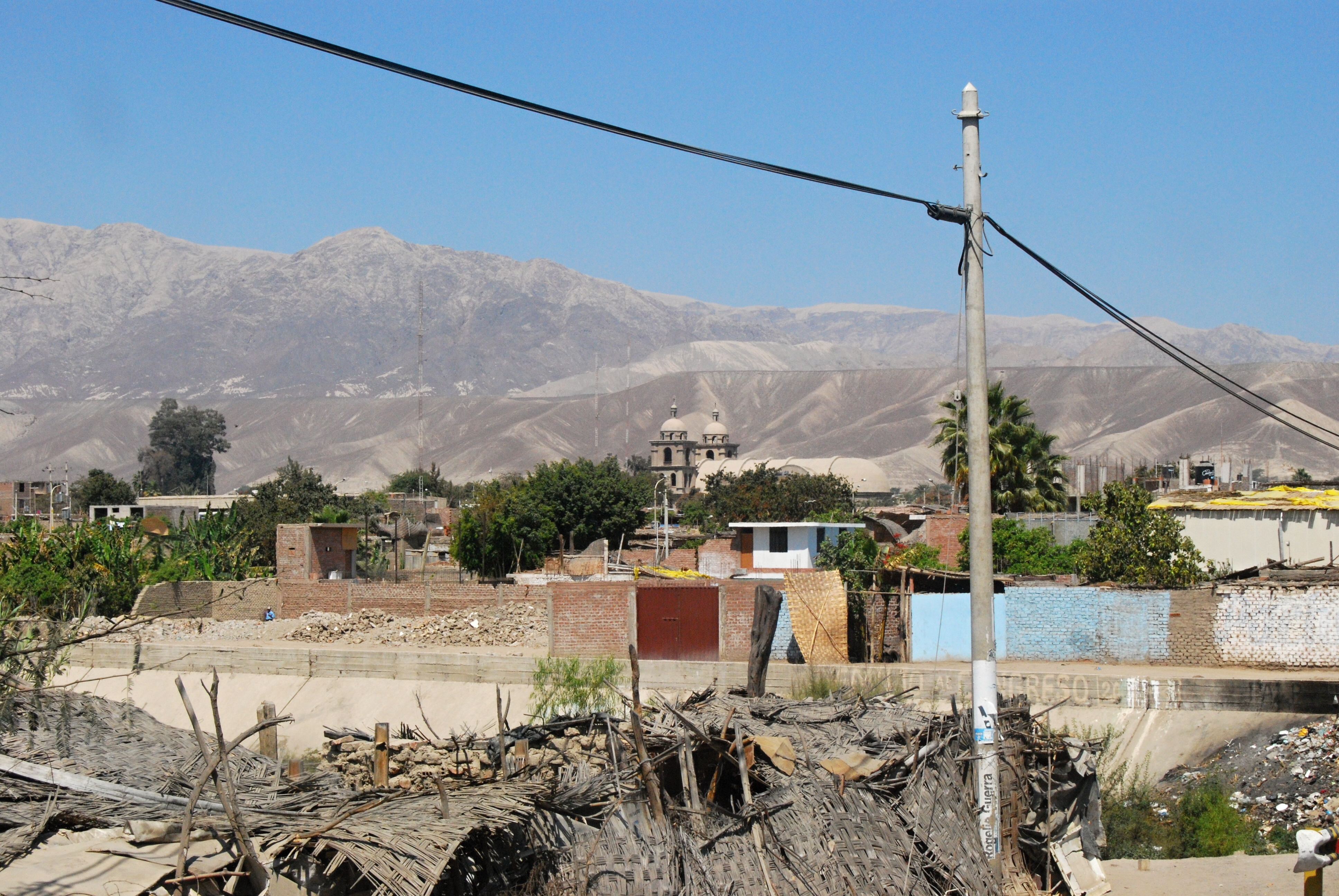
Blick über die Stadt auf die nahen Berge

Palpa ist eine Stadt mit etwa 5.200 Einwohnern (Zensus 2017) in Südwest-Peru in der Region Ica, etwa 350 km südsüdöstlich von Lima. Palpa liegt direkt an der Nationalstraße 1S (Panamericana). Etwa 80 km nordwestlich von Palpa befindet sich die Regionshauptstadt Ica, etwa 45 km südöstlich von Palpa liegt die Stadt Nasca.
Die Stadt ist Verwaltungssitz der gleichnamigen Provinz und des gleichnamigen Distrikts. Die Pazifikküste ist etwa 55 Kilometer entfernt. Die Stadt liegt auf einer Höhe von 347 m in der Küstenwüste von Peru am Fuße der peruanischen Westkordillere. Die Flüsse Río Palpa und Río Vizcas verlaufen in einem Abstand von einem Kilometer in südwestliche Richtung und begrenzen dabei die Stadt Palpa.
In der Umgebung befinden sich mehrere archäologische Fundplätze, darunter Pernil Alto, Huayuri, Pinchago Bajo, Pinchago Alto und Mollake Chico. Ferner befinden sich in der Nähe die 500 Jahre alten Petroglyphe von Chicchitara.